# Генріх Ігнац Франц фон Бібер
Генріх Ігнац Франц фон Бібер (нім. Heinrich Ignaz Franz Biber von Bibern; 12 серпня 1644 — 3 травня 1704) — австрійський композитор і скрипаль родом з Богемії. Народився у Вартенбергу, Чехія. Представник барокової музики.

## Біографія
Навчався у Йогана Генріха Шмельцера. У 1660-х роках — музикант на службі у князя-єпископа Оломоуцького. Близько 1670 вступив до придворної капели Зальцбурга, з 1684 року — капельмейстер. Скрипаль-віртуоз, що позначилося у його скрипкових сонатах, де зустрічаються віртуозні пасажі та при виконанні використовується скордатура — зміна звичайного строю струн.

## Творчість
Найбільш відома його збірка «Сонат розарію» (близько 1676). Автор духовної музики, інструментальних ансамблів, опер. Напевно, Бібер є автором 53-голосної «Зальцьбургської меси», яка довгий час приписувалась різним авторам.
Збірка «Сонати розарію» складається з 15 сонат та фінальної пасакалії, які присвячені подіям з життя Христа та Діви Марії:
- Перший цикл — Різдвяний.

1. Благовіщення — ре мінор, стрій соль-ля-ре-мі.
2. Зустріч Марії з Єлизаветою — ля мажор, стрій ля-мі-ля-мі.
3. Різдво — сі мінор, стрій сі-фа#-сі-ре.
4. Стрітення — ре мінор, стрій ля-ре-ля-ре.
5. Отримання в храмі — ля мажор, стрій ля-мі-ля-до#.
  - Другий цикл — Страсної:
6. Молитва за чашею — до мінор, стрій ля бемоль-мі бемоль-соль-ре.
7. Бичування — фа мажор, стрій до-фа-ля-до.
8. Вінчання терновим вінком — до мажор, стрій ре-фа-сі бемоль-ре.
9. Несення хреста — ля мінор, стрій до-мі-ля-мі.
10. Розп'яття — стрій соль-ре-ля-ре.
  - Славний цикл:
11. Воскресіння — стрій соль-ре-соль-ре.
12. Вознесіння — до мажор, стрій до-мі-соль-до.
13. Зішестя святого духу — ре мінор, стрій ля-мі-до#-мі.
14. Вознесіння Марії — ре мажор, стрій ля-мі-ля-ре.
15. Коронація Марії на небесах — до мажор, стрій соль-до-соль-ре.
16. Пасакалія — соль мінор, стрій соль-ре-ля-мі.

Лише у першій та останній сонатах використано звичний стрій струн скрипки, в усіх інших використовується скордатура:

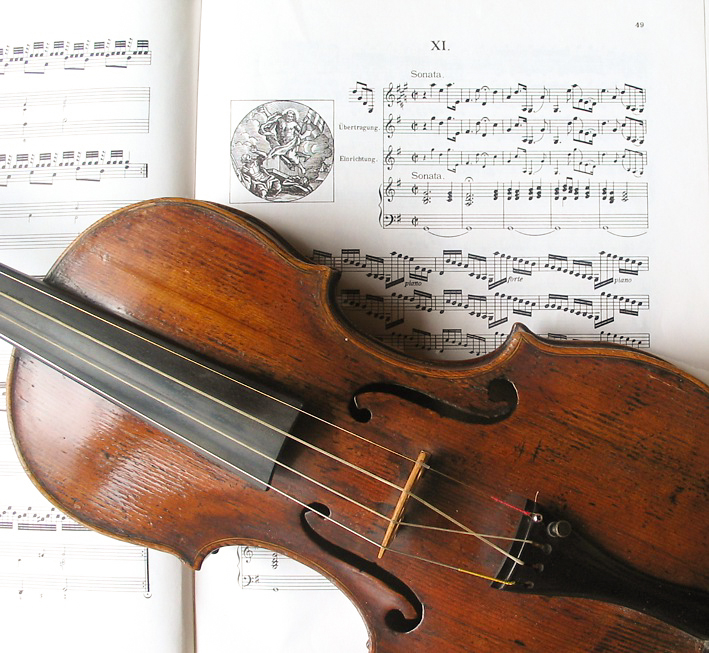
Струни скрипки, перехрещені для виконання сонати «Воскресіння»

Для виконання одинадцятої сонати, «Воскресіння», додатково другу та третю струни перехрещено між підставкою та струнотримачем — таким чином змінено їх положення на грифі.